# Антуан де Монкретьєн
Антуан де Монкретьєн (прибл. 1575–1621) — французький поет, економіст, засновник меркантилізму у Франції, драматург. Автор терміна «політична економія».

## З біографії
У 1615 році опублікував «Трактат політичної економії», який дав назву економічній науці — «політична економія». Таким чином Монкретьєн уперше виокремив предмет цієї науки. Трактував політичну економію як мистецтво державного управління господарством. Дослідження містить рекомендації щодо економічної політики держави, необхідності підтримки національної промисловості й торгівлі. обстоює державне втручання та економічне життя, зокрема, стимулювання вивезення товарів за кордон, розвиток власної промисловості та ін. (див. Меркантилізм).
Основними джерелами зростання багатства нації вважав розвиток мануфактурного виробництва, торгівлі та утримання у доброму стані флоту. Водночас негативно ставився до землеробства. Засуджував розкіш дворянства (виправдовуючи її лише у випадку, коли споживається місцева продукція). Закликав до колоніальних завоювань.

## Твори
Трагедії
- Sophonisbe (1596), пізніша назва: La Carthaginoise ou la liberté (1601, 1604)
- La Bergerie (1601)
- Les Lacènes (1601)
- David (1601)
- Aman (1601)
- L'Escossoise, ou le Desastre (1601), пізніша назва La Reine d'Escosse (1604)
- Hector (1604)

Пасторалі
- La Bergerie (1600)

Економічні трактати

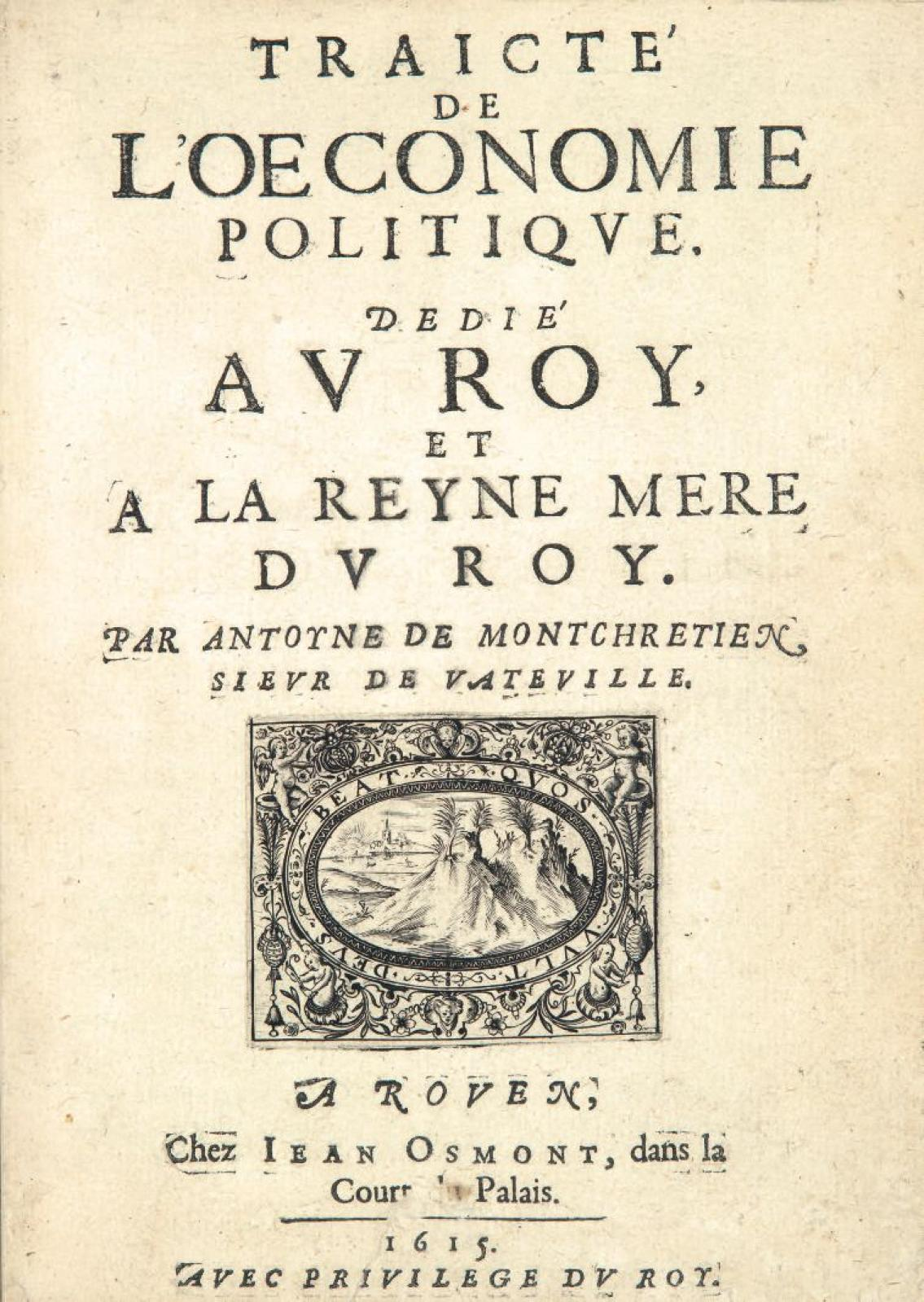

- Traité d’économie politique (1re version en 1615, la complète en 1616)
- Traité de l'économie politique. Édition critique par François Billacois. (Droz, Genève, 1999)

### Сучасні видання трагедій
- La Reine d’Écosse, G. Michaut, Fontemoing, 1905 et C.N. Smith, Londres, Athlone Press, 1972.
- Hector, in Théâtre du XVII, Gallimard, " Bibliothèque de la Pléiade ", 1975, p. 5-83